# AirThailand
AIRTHAILAND是一家總部設於泰國曼谷的航空公司，該公司前身為亞洲大西洋航空(Asia Atlantic Airlines )，由日本旅行社巨頭H.I.S.在泰國設立，主要提供日本往返東南亞地區的包機業務。2012年成立時初始名稱為亞洲太平洋航空(Asia Pacific Airlines)，2013年商業營運時更名為亞洲大西洋航空，機隊包含兩架波音767-300ER。2018年10月，亞洲大西洋航空停止營運。2023年8月29日，該航空重新取得營運執照，並更名為AIRTHAILAND，預計以3架空中巴士A330系列客機，營運曼谷往返杜拜、北京、上海、成都、東京/成田、大阪/關西、札幌/新千歲等航線。原預計於2024年8月開始營運曼谷-東京成田航線，但不斷延期後，至今仍無明確開航時間。